# Кухненски бокс
Кухненският бокс (наричан още „малка кухня“ или „компактна кухня“) е малко място, обикновено в стая за готвене, което има хладилник и микровълнова печка, но може да има и други уреди, като печка, умивалник, съдомиялна. В някои мотели и хотели, малки апартаменти, студентски общежития или офиси кухненският бокс се състои от малък хладилник, микровълнова фурна или котлони и по-рядко мивка.
Той е де факто кухня с площ по-малка от 7,4 km2 (80 ft2) според кода на някои градове. В Англия това е втора кухня, предназначена за използване от обслужващия персонал, например гувернантка. В Бразилия така се нарича цял малък апартамент от една стая.